# Šesta dalmatinska brigada NOVJ-a
Šesta dalmatinska brigada NOVJ-a (poznata i kao Bukovička brigada ili Druga brigada Devetnaeste divizije) formirana je 31. kolovoza 1943. u dalmatinskoj regiji Bukovici od Prve grupe sjevernodalmatinskih odreda. Njezino formiranje službeno je potvrđeno naredbom Glavnog štaba NOV i PO Hrvatske 6. listopada 1943., tijekom njezinog boravka u mjestu Erveniku kod Kistanja. Tom prilikom bio je imenovan i novi štab brigade. U to vrijeme imala je 1.256 boraca. Oko dvije trećine boraca činili su Hrvati, a Srba je bilo oko jedne trećine.
Ova brigada bila je primjer primjene doktrine Komunističke partije Jugoslavije o bratstvu i jedinstvu. Svi borci su po prijemu u brigadu pohađali osmodnevni tečaj. Plan političke nastave za ovih osam dana sastojao se u tome da se sa starješinama i s borcima odvojeno prorade tri političke teme:
1. Bratstvo i jedinstvo naroda Jugoslavije;
2. Propast Jugoslavije, oružani ustanak i cilj narodnooslobodilačke borbe;
3. Organi narodnooslobodilačkog pokreta.

U svim postrojbama NOVJ-a disciplinskim mjerama bilo je nametnuto, a na političkim satima nastave propagirano i obrazlagano strogo poštovanje nacionalne ravnopravnosti i politička korektnost prema nacionalnom podrijetlu, običajima i opredjeljenju. Ovo se naročito strogo primjenjivalo na odnos prema civilima.
Od formiranja 19. divizije NOVJ-a pa do kraja rata Šesta dalmatinska brigada borila se u njezinom sastavu. Otuda je alternativni službeni naziv bio Druga brigada Devetnaeste divizije NOVJ-a Tijekom rujna 1943. sudjelovala je u razoružavanju talijanskih trupa u sjevernoj Dalmaciji i borbama protiv njemačke 114. lovačke divizije. U sastavu svoje divizije ulagala je velike napore da održi slobodni teritorij i važne puteve za snabdijevanje u sjevernoj Dalmaciji, odolijevajući znatnoj koncentraciji osovinskih trupa i čestim ofenzivnim pokušajima.
U prosincu 1943. Šesta dalmatinska brigada nalazila se u obrani slobodnog teritorija u oblasti Bosanskog Grahova od njemačke operacije Ziethen a u veljači 1944. s ostalim postrojbama svoje divizije predstavljala je metu operacije „Emil“ u oblasti Velebita.
Tijekom rujna i listopada 1944. sudjelovala je u ofenzivnim operacijama svoje divizije i u oslobađanju Benkovca. Nakon toga, napadala je na utvrđene njemačke položaje Kom i Prevjes i sudjelovala u likvidaciji pokušaja prodora Nijemaca iz opkoljenog Knina tijekom Kninske operacije.
Tijekom Ličko-primorske i Tršćanske operacije protiv 15. i 97. njemačkog korpusa 19. divizija predstavljala je središnju napadnu kolonu, prisiljena da frontalnim napadima lomi otpor utvrđenih neprijateljskih formacija. Tijekom ovih borbi Šesta dalmatinska brigada sudjelovala je u oslobađanju Udbine, Senja, Crikvenice, Kraljevice i Sušaka. Istakla se u borbi za Zlobin. Posljednja ratna operacija Šeste dalmatinske brigade bila je sudjelovanje u opkoljavanju i uništenju 97. njemačkog korpusa kod Ilirske Bistrice. U završnim operacijama poginuo je između ostalih boraca i zapovjednik brigade Dušan Bursać.
Kroz brigadu je prošlo oko 3.500 boraca. Odlikovana je Ordenom zasluga za narod sa zlatnom zvijezdom i Ordenom bratstva i jedinstva sa zlatnim vijencem.